# حجيرة (بلدة)
حجيرة قرية في ناحية ببيلا في منطقة مركز ريف دمشق في محافظة ريف دمشق. بلغ عدد سكانها 4584 نسمة عام 2004.
تقع على أطراف مدينة دمشق على الطريق الواصل بين مركز مدينة دمشق وبلدة السيدة زينب (الست زينب) وتعتبر المدخل لبلدة السيدة زينب وهي من المناطق السكنية ذات الكثاقة السكانية العالية.

## السكان
غالبية سكان المنطقة من الجولان 
- قائمة بلدات سوريا